# Eugene Sseppuya
Andrew Eugene Sseppuya (oftmals aber auch Eugene Sepuya; * 1. April 1983 in Kampala) ist ein ugandischer Fußballspieler, der zuletzt 2016 beim FK Jedinstvo Bijelo Polje und zwischen 2007 und 2010 in der ugandischen Fußballnationalmannschaft aktiv war. 

## Vereinskarriere
Sseppuya begann seine Karriere beim Sport Club Villa in Uganda. Später wechselte er in die USA, um am Alabama A&M College zu spielen. Sein erster Profiverein waren die Colorado Rapids, für die er nur ein Spiel bestritt. 2005 wechselte Sseppuya zu den Virginia Beach Mariners, die in der USL First Division spielten. Eugene Sseppuya schloss sich 2007 dem armenischen Club FC Banants Jerewan an, bei dem er einen Zwei-Jahres-Vertrag erhielt. Nachdem er kein Spiel für den Verein bestritten hatte, wurde der Vertrag aufgelöst. Nach einem Jahr ohne Verein unterschrieb er beim FK Vojvodina Novi Sad. Während der Winterpause 2008/09 ging er zum FK Čukarički.
Am 3. Oktober 2009 unterschrieb er einen Ein-Jahres-Vertrag beim FK Mladi Radnik. Am 16. März 2010 unterzeichnete Sseppuya einen Vertrag beim litauischen Club FK Sūduva Marijampolė, für den er drei Monate lang spielte. Im August 2010 unterzeichnete er einen Vertrag bei North Queensland Fury.

## Nationalmannschaft
Eugene Sseppuya absolvierte von 2007 bis 2010 mindestens sieben Länderspiele für Uganda, darunter fünf Einsätze und zwei Tore bei der Qualifikation zur WM 2010.